# 스콧 포스톨
스콧 포스톨(Scott Forstall, 1969년~)은 소프트웨어 엔지니어이다. 과거 2012년 10월까지 애플 iOS 부사장으로 일했다. 애플은 2012년 10월 포스톨이 2013년에 애플을 떠날 것이며, 당분간 애플의 CEO인 팀 쿡이 고문 역할을 담당할 것이라고 발표했다.

## 교육
스탠퍼드 대학교에서 symbolic systems를 전공했고 1991년에 졸업했다. 이듬해, 그는 스탠퍼드에서 컴퓨터과학 석사학위를 수료하였다.
그가 스탠퍼드에 있는 동안 파이 카파 사이의 멤버였다.

## 경력
그는 1997년 넥스트를 애플이 인수하면서 애플에 입사했고 아쿠아 인터페이스뿐만 아니라 OS X의 개발자 중의 한 명이다.
2003년 1월 수석 개발자로 승진했다. 2006년에 맥 OS X의 출시 책임자가 된다.
그는 애플 WWDC를 통하여 2006년에 맥 OS X 10.5를 발표했고 2008년엔 아이폰 소프트웨어 개발, 아이폰 2.0, 3G버전 그리고 2010년 1월 27일엔 아이패드 기조연설에 참여하였고 2011년 WWDC에선 iOS5를 발표했다. 그는 또한 애플 iOS에 관한 주요 행사에 거의 참여하고 iOS5 비디오 클립에도 등장한다.
아이폰4S 런칭 행사인 "Let's talk iPhone"에서 SRI 인터내셔널에서 개발했던 Siri 음성인식기술을 선보였다.

## 같이 보기
- 애플의 역사